# District de Rokycany

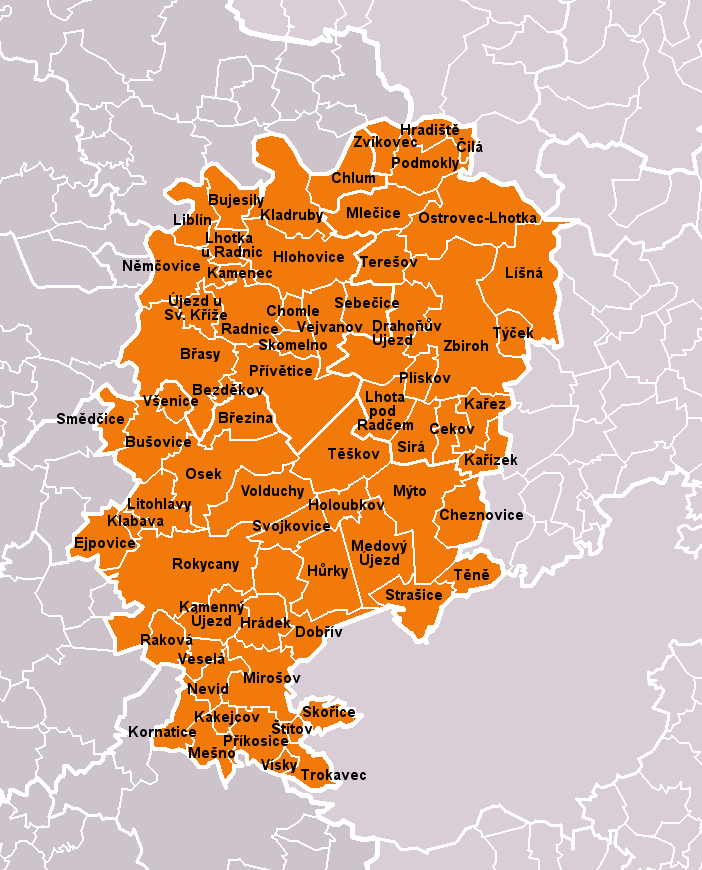
Carte de Rokycany

Le district de Rokycany (en tchèque : okres Rokycany) est un des sept districts de la région de Plzeň en Tchéquie. Son chef-lieu est la ville de Rokycany.

## Liste des communes
Le district compte 68 communes, dont six ont le statut de ville (en gras) et deux celui de bourg (městys, en italique) :
Bezděkov -
Břasy -
Březina -
Bujesily -
Bušovice -
Cekov -
Cheznovice -
Chlum -
Chomle -
Čilá -
Dobřív -
Drahoňův Újezd -
Ejpovice -
Hlohovice -
Holoubkov -
Hrádek -
Hradiště -
Hůrky -
Kakejcov -
Kamenec -
Kamenný Újezd -
Kařez -
Kařízek -
Klabava -
Kladruby -
Kornatice -
Lhota pod Radčem -
Lhotka u Radnic -
Liblín -
Líšná -
Litohlavy -
Medový Újezd -
Mešno -
Mirošov -
Mlečice -
Mýto -
Němčovice -
Nevid -
Osek -
Ostrovec-Lhotka -
Plískov -
Podmokly -
Příkosice -
Přívětice -
Radnice -
Raková -
Rokycany -
Sebečice -
Sirá -
Skomelno -
Skořice -
Smědčice -
Štítov -
Strašice -
Svojkovice -
Těně -
Terešov -
Těškov -
Trokavec -
Týček -
Újezd u Svatého Kříže -
Vejvanov -
Veselá -
Vísky -
Volduchy -
Všenice -
Zbiroh -
Zvíkovec

## Principales communes
Population des dix principales communes du district au 1er janvier 2024 et évolution depuis le 1er janvier 2023. Une variation de population supérieure à 0,1 % correspond à une augmentation () ou une diminution () ; une variation inférieure à 0,1 % indique une stagnation () de la population. :	
| Rokycany  | 14 386 | en augmentation |
| Strašice  | 2 917  | en augmentation |
| Hrádek    | 2 801  | en diminution   |
| Zbiroh    | 2 527  | en stagnation   |
| Břasy     | 2 300  | en diminution   |
| Mirošov   | 2 245  | en augmentation |
| Radnice   | 1 857  | en augmentation |
| Mýto      | 1 594  | en augmentation |
| Holoubkov | 1 447  | en diminution   |
| Osek      | 1 417  | en diminution   |